# Alexander Moyzes
Alexander Moyzes (født 4. september 1906 i Klástor pod Znievom, død 20. november 1984 i Bratislava, Slovakiet) var en slovakisk komponist, professor, lærer, organist og dirigent. 
Moyzes hører til de betydningsfulde slovakiske komponister i det 20. århundrede. Han studerede komposition, orgel og direktion på Musikkonservatoriet i Prag, og senere hos Vitezslav Novak, som kom til at præge hans kompositoriske stil. Moyzes var senere professor og lærer i komposition på Musikkonservatoriet i Bratislava. Han har skrevet 12 symfonier, kammermusik, en violinkoncert, en fløjtekoncert og strygerkvartetter.
Han var i begyndelsen inspireret af Josef Suk og Gustav Mahler, men fandt hurtigt ind til sin egen personlige stil,  specielt symfonierne, som er hans hovedværker, er inspireret af slovakisk folkemusik, med en mesterlig orkestrering, og væld af originale passager. 

## Udvalgte værker
- Symfoni nr. 1 (1929, Rev. 1937) - for orkester
- Symfoni nr. 2 (1932) - for orkester
- Symfoni nr. 3 (1942) - for orkester
- Symfoni nr. 4 (1947, Rev. 1957) - for orkester
- Symfoni nr. 5 (1947–1948) - for orkester
- Symfoni nr. 6 (1951) - for orkester
- Symfoni nr. 7 (1954–1955) - for orkester
- Symfoni nr. 8 (1968–1969) - for orkester
- Symfoni nr. 9 (1971) - for orkester
- Symfoni nr. 10 (1977–1978) - for orkester
- Symfoni nr. 11 (1978) - for orkester
- Symfoni nr. 12 (1983) - for orkester
- Fløjtekoncert (1967) - for fløjte og orkester
- Violinkoncert (1958) - for violin og orkester
- 4 Strygerkvartetter (1929, 1966, 1981, 1983)